# Жоржиньо Вайналдум
Жоржѝньо Вайна̀лдум (роден 11 ноември 1990 г.) е нидерландски футболист, полузащитник на Ал-Етифак и националния отбор по футбол на Нидерландия.

## Кариера
Вайналдум започва професионалната си кариера през 2007 г. в отбора на Фейенорд, а през 2011 г. преминава в ПСВ Айндховен.
Играе за Нюкасъл Юнайтед през сезон 2015 – 2016, а след това подписва договор с Ливърпул.
Дебютира за националния отбор по футбол на Нидерландия през 2011 г. и с него достига трето място на Световното първенство по футбол през 2014 г.

## Постижения
Фейенорд
Купа на Нидерландия2007/08
ПСВ Айндховен
- Ередивиси: 2014/15
- Купа на Нидерландия: 2011/12
- Суперкупа на Нидерландия: 2012

Ливърпул
- Премиършип: 2019/20
- Шампионска лига: 2018/19, финалист 2017/18
- Суперкупа на УЕФА: 2019[1]
- Световно клубно първенство на ФИФА: 2019[2]

Пари Сен-Жермен
- Лига 1: 2021/22

Нидерландия
- Лига на нациите на УЕФА: финалист 2018/19
- Световно първенство по футбол: трето място 2014